# Gellért Oszkár

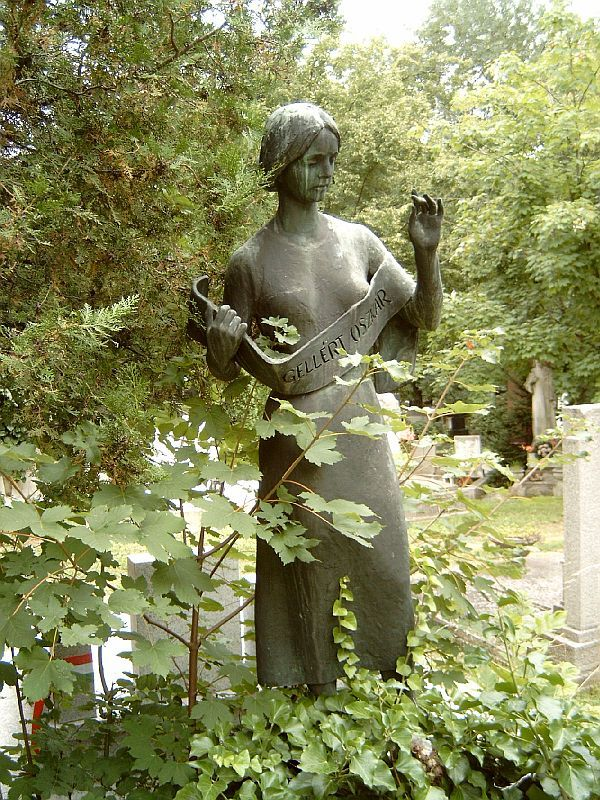
Sírja Budapesten. Farkasréti temető: 8/3-1-21/22. Pátzay Pál alkotása.

Gellért Oszkár, születési és 1899-ig használt nevén Goldmann Oszkár (Budapest, 1882. szeptember 10. – Budapest, 1967. december 16.) Kossuth-díjas magyar költő, újságíró, szerkesztő. Gellért Hugó bátyja, Gellért Oszkár (1908–1968), Gellért Tibor (1909–1964), Gellért György (1911–2013) bíró, jogász és Gellért Endre (1914–1960) színész apja.

## Élete
Gellért József biztosítási hivatalnok és Steiner Zsófia gyermekeként született zsidó családban. Középiskolai tanulmányait 1892 és 1900 között a Budapesti VII. kerületi Magyar Királyi Állami Főgimnáziumban végezte, majd felvételt nyert a Budapesti Tudományegyetem Jog- és Államtudományi Karára.
Húsz éves volt, amikor Osvát Ernővel megismerkedett és az Új Időkben és a Budapesti Naplóban közölte műveit. Előbb a Magyar Géniusz, majd 1904-től a Pesti Hírlap munkatársa volt. 1904–1918 között több ezer cikket írt a lapba. 1907. május 18-án Budapesten, a Józsefvárosban feleségül vette Horváth Gizellát (1885–1969), Horváth Sándor és Kocsis Anna leányát. A bejegyzés tanúsága szerint ekkor vallási felekezeten kívül álló volt. 1908-tól a Nyugat munkatársa volt. 1914–1918 között a Pesti Hírlap szerkesztője, a hadijelentések riportereként dolgozott. 1917-ben a Nyugat főmunkatársai közé került. 1918 decemberében a Vörösmarty Akadémia tagja lett. Egy évvel később Károlyi Mihály, majd a Tanácsköztársaság sajtóirodájának vezetője volt. 1919 szeptemberében körözőlevelet bocsátottak ki ellene. Letartóztatták, vád alá helyezték, a vizsgálati fogságból egy hónappal később szabadult. 1920. január 21-én felvette a római katolikus vallást (korábban felekezeten kívüli volt).
1920 és 1940 között a Nyugat főmunkatársa volt. 1941-től 1944-ig az Illyés Gyula által elindított Magyar Csillag szerkesztőjeként dolgozott. Az ország német megszállását követően Budapesten maradt. Származása ellenére a háború első éveiben mentességet élvezett, azonban 1944. április 6-i hatállyal az Országos Magyar Sajtókamara törölte a névjegyzékéből, mert zsidónak minősült. Néhány héttel később egy újabb határozat már azt is megtiltotta, hogy munkába járjon.

## Művei
- Az első stációnál. Versek; Magyar Géniusz, Budapest, 1903
- A Szent Korona tan hazugságai. Alkotmányjogi tanulmány; Légrády, Budapest, 1908
- A deltánál. Újabb versek; Nyugat, Budapest, 1909
- Ofélia térdein. Versek; Nyugat, Budapest, 1911
- Gyűjtemény Gellért Oszkár verseiből; Athenaeum, Budapest, 1912 (Modern könyvtár)
- Rubens asszonya. Új himnuszok a szerelemhez; Nyugat, Budapest, 1912
- A diadalmas forradalom könyve. A Népkormány tagjainak, a forradalom szereplőinek és 75 magyar írónak önvallomása; szerk. Gellért Oszkár; Légrády, Budapest, 1918
- Testvérbánat csillaga. Régi és új versek 1900–1922; Kner, Gyoma, 1922
- Velem vagytok. Új versek; Genius, Budapest, 1926
- Az utolsó dalért; szerzői, Budapest, 1928
- Valami a végtelen sugarakból; Nyugat, Budapest, 1929
- Őrizd meg titkodat. Új versek; szerzői, Budapest, 1932
- Hajnali három. Új versek; Hungária Ny., Budapest, 1934
- Tíz esztendő. Válogatott versek; Nyugat, Budapest, 1934
- Égtájak közt. Versek 1945–1946; Révai, Budapest, 1946
- A hetvenötéves Schöpflin Aladár; az emlékkönyvet Gellért Oszkár és Vidor Miklós állította össze; Vallás- és Közoktatásügyi Minisztérium, Budapest, 1947
- Szövetség. Versek; Révai, Budapest, 1948
- Arany János – Petőfi Sándor levelezése; sajtó alá rend. Gellért Oszkár; Hungária, Budapest, 1948
- A három hegycsúcs. Versek; Révai, Budapest, 1950
- Önéletrajz; Szépirodalmi, Budapest, 1950
- Költő a békéért; Szépirodalmi, Budapest, 1951
- Ötven év verseiből; Szépirodalmi, Budapest, 1952
- Hírmondó. Versek; Szépirodalmi, Budapest, 1953
- Kortársaim; Művelt Nép, Budapest, 1954
- Levelezésem a kortársaimmal; Művelt Nép, Budapest, 1955
- Tiéd az egész föld. Versek; Magvető, Budapest, 1955
- Nem vagy egyedül. Versek; Szépirodalmi, Budapest, 1956
- Emberség, szerelem. Válogatott versek; Szépirodalmi, Budapest, 1957
- Daloló Hungária. Költemény ezer sorban; Szépirodalmi, Budapest, 1958
- Egy író élete; Bibliotheca, Budapest, 1958–1962
  - 1. 1902–1925
  - 2. A Nyugat szerkesztőségében. 1926–1941
- Utószüret; Szépirodalmi, Budapest, 1963
- Még hányszor? Versek; Szépirodalmi, Budapest, 1964
- Zuhanóban. Új versek; Szépirodalmi, Budapest, 1966
- Száz az ezerből. Versek és történetük; Szépirodalmi, Budapest, 1967
- Száz az ezerből; Szépirodalmi, Budapest, 1982
- "...olvasd el szigorú szemmel cikkemet". Babits Mihály és Gellért Oszkár Nyugat-levelezése, 1929–1941; sajtó alá rend., jegyz., bev. Buda Attila és Pataky Adrienn; Gondolat, Budapest, 2017